# Дервента
Дервента (на сръбски: Дервента или Derventa) е град в Република Сръбска, федерация Босна и Херцеговина. Административен център на община Дервента в Босненска Посавина. Населението на града през 1991 година е 17 748 души.

## Физико-географска характеристика
Градът се намира на 20 километра южно от Босански Брод.

## Личности
Родом от Дервента са:
- Анто Гардаш (1938 – 2004) – книжовник
- Ведран Чорлука (р. 1986) – хърватски футболист
- Зоран Ранкич (р. 1935) – сръбски актьор
- Крунослав Шарич (р. 1944) – актьор
- Марио Токич (р. 1977) – хърватски футболист
- Миле Китич (р. 1952) – сръбски певец
- Мухамед Конджич (1932 – 1996) – босненски писател
- Слободан Джустич (р. 1958) – сръбски актьор
- Слободан Наградич – философ и социолог

## Население
| Година | Население |
| ------ | --------- |
| 1948   | 9098      |
| 1953   | 9133      |
| 1961   | 9843      |
| 1971   | 11 824    |
| 1981   | 14 357    |
| 1991   | 17 748    |

Населението на града през 1991 година е 17 748 души.

### Етнически състав
| Дервента              |                |                |                |
| Година на преброяване | 1991           | 1981           | 1971           |
| Мюсюлмани             | 5558 (31,31 %) | 4593 (31,99 %) | 5065 (42,83 %) |
| Сърби                 | 4555 (25,66 %) | 2934 (20,43 %) | 2496 (21,10 %) |
| Хървати               | 4317 (24,32 %) | 3727 (25,95 %) | 3439 (29,08 %) |
| Югославяни            | 2623 (14,77 %) | 2799 (19,49 %) | 459 (3,88 %)   |
| Други и неопределени  | 695 (3,91 %)   | 304 (2,11 %)   | 365 (3,08 %)   |
| Общо                  | 17 748         | 14 357         | 11 824         |